# Grassau (Sassonia-Anhalt)
Grassau è un quartiere tedesco di 288 abitanti del comune di Bismark, situato nel land della Sassonia-Anhalt.
Fino al 31 dicembre 2009 ha costituito un comune autonomo.